# 高橋直樹 (旅行家)
高橋 直樹（たかはし なおき、1940年 - ）は、日本の旅行家。元ブリヂストンタイヤ関連会社社長。

## 略歴
- 北九州市出身、関西育ち。
- 1961年 アメリカ大陸往復横断の無銭旅行を達成。
- 1962年 ブリヂストンタイヤに入社。
- 1995年 超大型タイヤ販売専門の関連会社社長に就任。
- 2001年 社長を退任。
- 2002年 自伝的著書を出版。

## 主な著書
- 「ブリヂストンマンの見聞記」（鳥影社、2002年）